# Most Jurkoviča w Nowym Mieście nad Metują
Most Jurkoviča w Nowym Mieście nad Metują (cz. Jurkovičův most) – drewniany most zaprojektowany przez Dušana Jurkoviča w ramach przebudowy oraz rekonstrukcji zamku i ogrodów zamkowych w Nowym Mieście nad Metują.

## Historia
Działania rekonstrukcyjne w obrębie założenia zamkowego odbywały się w latach 1910–1913, przy czym sam most został wzniesiony w 1910 na zlecenie właściciela zamku, potentata tekstylnego, Josefa Bartoňa-Dobenína. Most jest typowym przykładem stylu prezentowanego przez Dušana Jurkoviča, który wykorzystywał liczne motywy i detale z architektury ludowej różnych regionów, zwłaszcza Wołoszczyzny morawskiej. 

## Dane techniczne
Most ma długość około 38 metrów, a centralna wieża podtrzymująca konstrukcję ma wysokość 12 metrów. Wysokość mostu nad terenem wynosi 4-8 metrów. Na moście może jednocześnie przebywać tylko 25 osób (dopuszczalne obciążenie to 70 kg/m²). Między podporami może znajdować się osiem osób.

## Otoczenie
Na zlecenie Bartoňów, architekt ustawił przy moście kilka barokowych rzeźb Matyaša Brauna, pochodzących z kompleksu uzdrowiskowego w Kuksie. Ich groteskowa forma ma symbolizować złe cechy ludzkiego charakteru.